# C'est la vie (canción de Khaled)
«C'est la vie» es una canción del cantante argelino Khaled. Fue producido por el productor marroquí-sueco RedOne y lanzado bajo el sello discográfico Universal Music, Division AZ, tras convertirse en el éxito del verano de Khaled en Francia en 2012.

## Antecedentes
La canción es considerada como una reaparición de Khaled en Francia después de una ausencia de tres años en las listas de éxitos. Publicado el 2 de julio de 2012, la canción oficial de entra en el French Singles Chart posicionado en el número #30 y más tarde alcanzó el puesto número #4. Además de su éxito en Francia, se hizo muy popular en toda Bélgica y Eslovaquia, donde alcanzó el top 10. En 2013, el sencillo fue certificado como platino por la Belgian Entertainment Association. La canción también alcanzó en Países Bajos, Rumania, Suecia, y Suiza y recibió airplay de francófono radio en Canadá, específicamente Quebec.

## Posiciones
| Listas (2012)                       | Posición |
| ----------------------------------- | -------- |
| Bélgica, Flandes (Ultratop, Top 50) | 5        |
| Bélgica, Valona (Ultratop, Top 50)  | 5        |
| República Checa (Rádio Top 100)     | 1        |
| Francia (SNEP)                      | 4        |
| Países Bajos (Single Top 100)       | 92       |
| Eslovaquia (Rádio Top 100)          | 2        |
| Suecia (Sverigetopplistan)          | 34       |
| Suiza (Schweizer Hitparade)         | 33       |

## Vivir mi vida
En 2013, el cantante estadounidense Marc Anthony lanzó un cover de la canción de Khaled como una melodía de salsa titulado "Vivir mi vida" para su álbum de estudio «3.0».La versión ha sido producida por Sergio George y firmaron con The Hit Factory en Miami, Florida. Anthony se presentó con la canción en los Premios Billboard Latinos 2013. El videoclip, dirigido por Carlos Pérez de Elastic People, fue lanzado el 10 de septiembre de 2013. "Vivir mi vida" ganó un Premio Grammy Latinos en 2013 por Grabación del Año.